# Palazzo Tocco di Montemiletto alla Cesarea
Il Palazzo Tocco di Montemiletto alla Cesarea è un edificio di valore storico e architettonico di Napoli, affacciante sul Corso Vittorio Emanuele.

## Storia
L'edificio era già presente sotto forma di villa con giardino nella Pianta Baratta del 1629. Nel 1654 venne comprato da Carlo Tocco (1592-1674), principe di Montemiletto. Nella prima metà del XVIII secolo venne riccamente decorato negli interni da artisti come Paolo De Matteis, che nel 1722 ne affrescò un salone e un'alcova (pagina 587). Nella Mappa del Duca di Noja del 1775 la planimetria della costruzione si presenta ampliata, ma non dissimile rispetto a quella dei tempi della Pianta Baratta. A partire dal 1852 venne tracciato l'attuale Corso Vittorio Emanuele che divenne occasione per investimenti immobiliari da parte di alcune tra le famiglie più abbienti della città. L'allora proprietario Francesco Tocco Cantelmo Stuart ne approfittò per trasformare la bisecolare villa di famiglia in un grande complesso edilizio. Il grande giardino, confinante con il Complesso di Santa Maria della Pazienza, venne smembrato per costruire una serie di corpi assemblati l'uno all'altro attraverso cunicoli, sottopassaggi, terrazzamenti. Anche il prospetto principale sul nuovo Corso venne rifatto nell'aspetto che vediamo tuttora.

## Descrizione
Il prospetto principale sul Corso Vittorio Emanuele si presenta come una cortina di città, composta da un corpo centrale che svetta di tre piani sui due bassi corpi laterali, contrassegnati dai due portali d'accesso, identici per disegno, e da sovrastanti terrazze adornate dallo stemma e dai busti di famiglia. Il portale laterale sinistro (civico 440) permette di raggiungere lo scalone di rappresentanza (collocato sulla destra rispetto al vestibolo e con alla base la curiosa presenza di una statua marmorea ritraente Niccolò Piccinni). Nonostante le molteplici modifiche e i molteplici frazionamenti abitativi, il palazzo ha conservato quella che era la cappella e delle porzioni del giardino assorbito dai vari corpi di fabbrica aggiunti durante il grande ampliamento ottocentesco.

## Curiosità
I Tocco avrebbero ereditato nei secoli la sacra reliquia del piede di Sant'Anna, che esposero nella cappella del palazzo. Il palazzo divenne così l'epicentro di una grande festa dalla durata settimanale che attraeva persone da tutti i quartieri della città. L'usanza si è persa nel corso della seconda metà dell'Ottocento e la stessa reliquia venne traslata nel Duomo all'interno della cappella Capece-Galeota (famiglia che in quel secolo ereditò le proprietà dei Tocco tramite un matrimonio).

## Galleria d'immagini

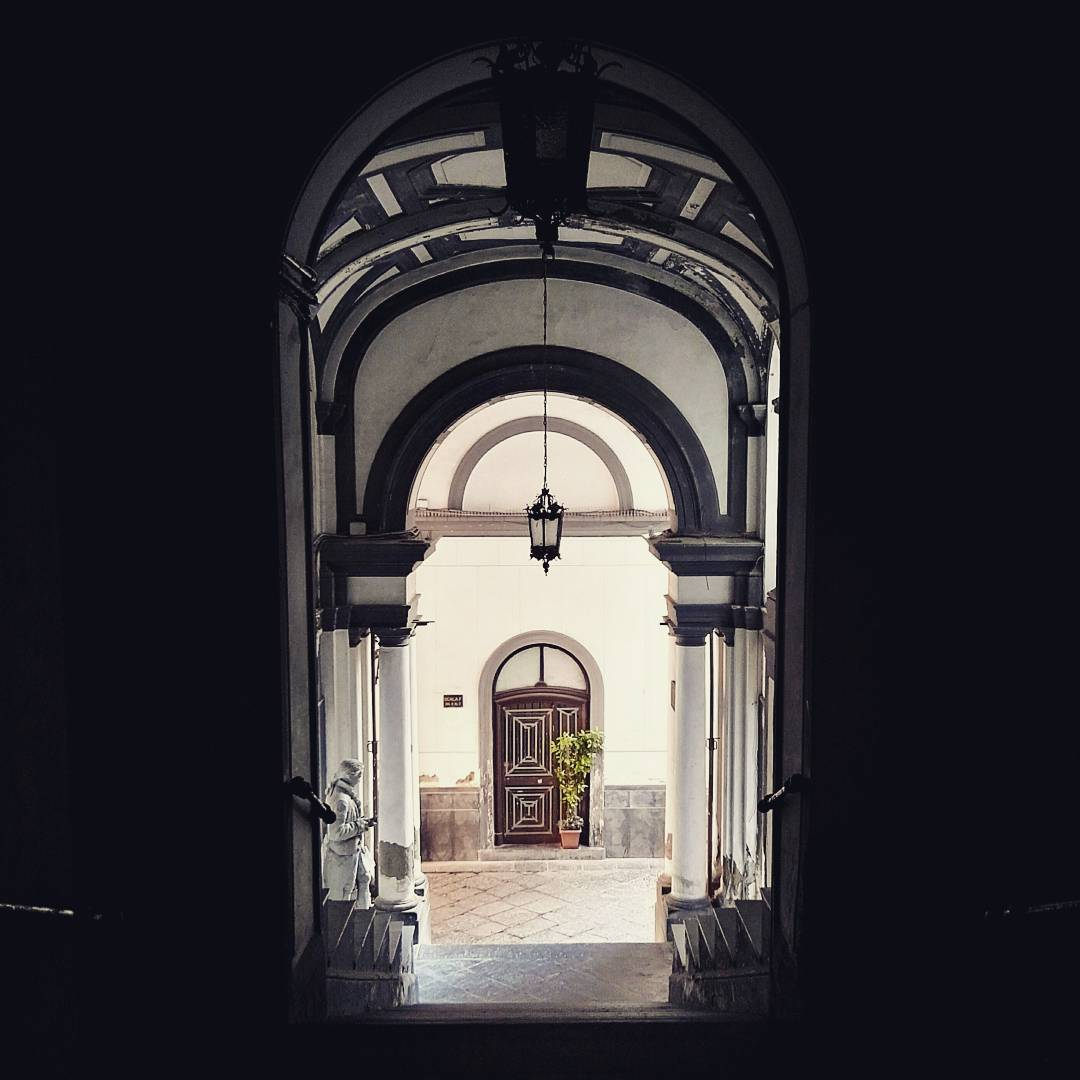
Lo scalone di rappresentanza con alla base una statua ritraente Niccolò Piccinni
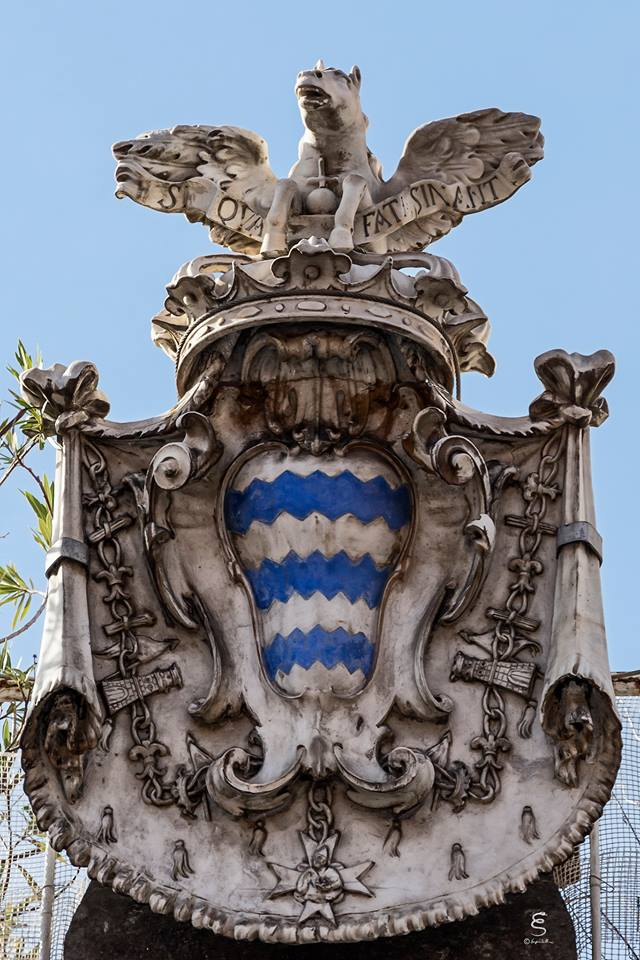
Stemma dei Tocco, principi di Montemiletto